# Kanton Saint-Amand-Longpré
Saint-Amand-Longpré is een voormalig kanton van het Franse departement Loir-et-Cher. Het kanton maakte deel uit van het arrondissement Vendôme. Het werd opgeheven bij decreet van 21 februari 2014 met uitwerking op 22 maart 2015. De gemeenten werden toegevoegd aan het kanton Montoire-sur-le-Loir.

## Gemeenten
Het kanton Saint-Amand-Longpré omvat de volgende gemeenten:
- Ambloy
- Authon
- Crucheray
- Gombergean
- Huisseau-en-Beauce
- Lancé
- Nourray
- Prunay-Cassereau
- Saint-Amand-Longpré (hoofdplaats)
- Saint-Gourgon
- Sasnières
- Villechauve
- Villeporcher